# Borough de North Slope
El borough de North Slope (en inglés: North Slope Borough), fundado en 1972, es uno de los 19 boroughs del estado estadounidense de Alaska. En el año 2020, el borough tenía una población de 11,031 habitantes y una densidad poblacional de 0,045 persona por km². La sede del borough es Barrow.. El borough es la subdivisión de segundo nivel administrativo más septentrional de los Estados Unidos al encontrarse en el extremo norte de Alaska.

## Geografía
Según la Oficina del Censo, el condado tiene un área total de 245 435 km² (94 762,5 mi²), siendo el borough más extenso por área de Alaska, de la cual 230 035 km² (88 816,6 mi²) es tierra y 15 400 km² (5945,9 mi²) (6.27%) es agua.

### Boroughs adyacentes
- Área censal de Yukón–Koyukuk - sureste
- Borough de Northwest Arctic - suroeste
- Yukón, Canadá - este

Además, debido a que es el que se ubica más al norte de Alaska, es por lo tanto es el condado (borough en Alaska) más septentrional de los Estados Unidos.

## Demografía
Según el censo de 2020, había 11,031 personas, 2,663 hogares y 2,205 familias residiendo en la localidad. La densidad de población era de 0,045 hab./km². El 33,3% de los habitantes eran blancos, el 1,8% afroamericanos, el 51,8% amerindios, el 5,6% asiáticos, el 1,9% isleños del Pacífico y el 5,6% pertenecía a dos o más razas. El 5,4% de la población eran hispanos o latinos de cualquier raza.

## Localidades
| - Alpine - Anaktuvuk Pass - Atqasuk - Barrow - Deadhorse - Kaktovik - Nuiqsut - Point Hope - Point Lay - Prudhoe Bay - Sagwon - Umiat - Wainwright |